# Privilege Style
Privilege Style (nombre comercial de Privilege Style S.A.) es una pequeña aerolínea española de vuelos no regulares, ACMI y privados con sede en Palma de Mallorca. Su base de operaciones se sitúa en el Aeropuerto de Madrid-Barajas.

## Historia
Según la aerolínea, entre sus clientes VIP se incluyen varias empresas españolas y también equipos de la primera liga de fútbol de España. En junio y julio de 2014, Privilege Style operó los vuelos de Finnair desde Helsinki a Nueva York-JFK mientras uno de los A330 de Finnair estaba fuera de servicio por mantenimiento extendido. Lo mismo sucedió nuevamente en diciembre de 2015. En el verano de 2015, la aerolínea alquiló su Boeing 767-300ER a El Al. A junio de 2016, todos los aviones de Privilege Style operaban para El Al, excepto el 767 que actualmente operaba para Condor Flugdienst.
En 2018, el Boeing 777 ha sido operado diariamente para Norwegian Air Shuttle en su ruta Roma-Newark, que desde entonces ha sido cancelada, debido a importantes problemas técnicos que afectaron a la flota 787 de Norwegian. A finales de la primavera de 2019, Norwegian volvió a utilizar el 777 de Privilege Style para su ruta Londres-Miami. En noviembre de 2019, Surinam Airways empezó a utilizar el 777 de Privilege Style para su ruta de Paramaribo-Ámsterdam, tras tener que retirar repentinamente su único avión de larga distancia, un viejo Airbus A340.
En febrero de 2021, Privilege Style seleccionó el Airbus A321 como sustituto de sus viejos Boeing 757. 
En junio de 2023, se agregó a la flota un Airbus A330-200, anteriormente operado por Virgin Australia, como reemplazo del Boeing 767.

## Flota

### Flota actual

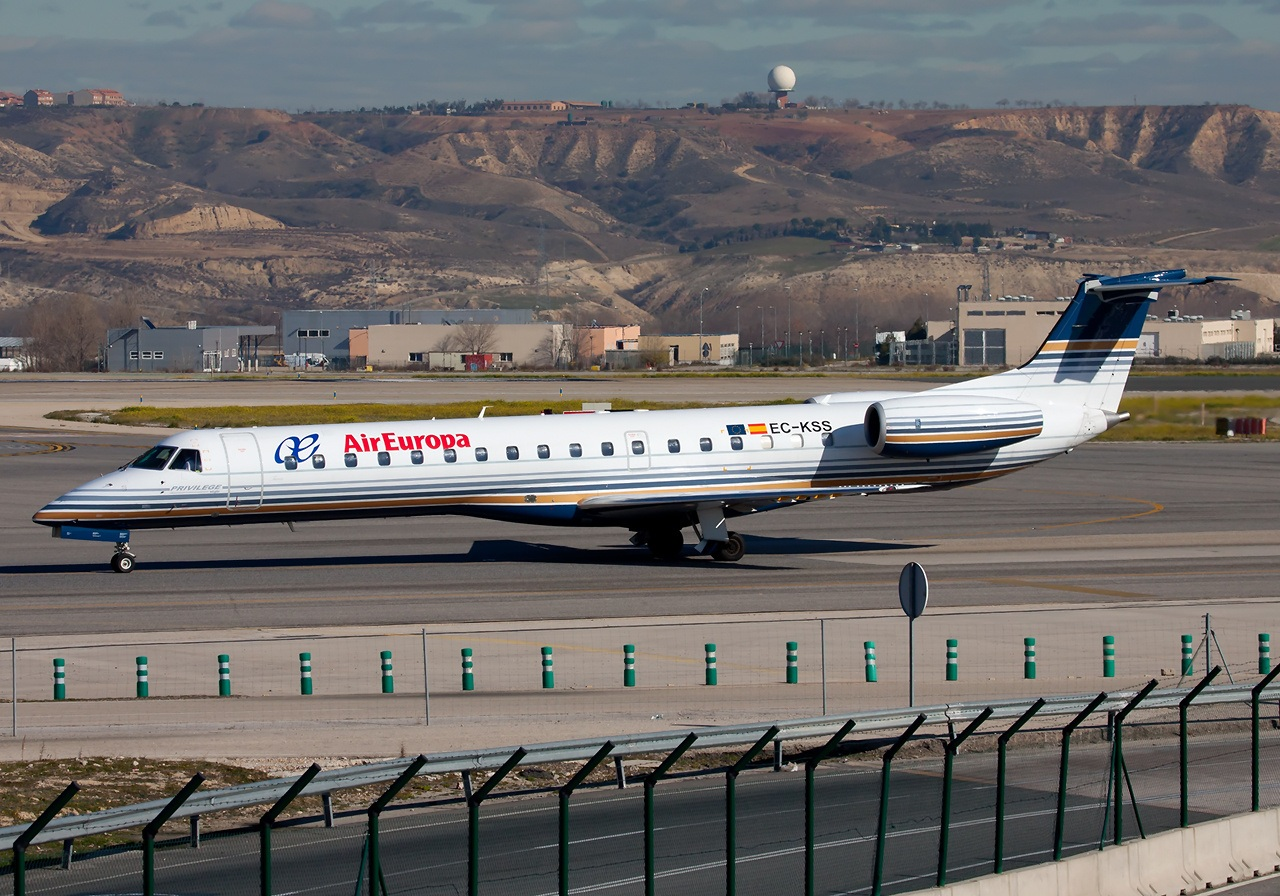
Embraer ERJ-145 de Privilege Style en el aeropuerto de Madrid-Barajas, operando para Air Europa (2013)

La flota de Privilege Style consta actualmente de cuatro aeronaves:
| Aeronaves        | En servicio | Pedidos | Pasajeros                                          | Pasajeros                                          | Pasajeros                                          | Pasajeros                                          | Matrículas                                         | Antigüedad                                         |
| Aeronaves        | En servicio | Pedidos | C                                                  | W                                                  | Y                                                  | Total                                              | Matrículas                                         | Antigüedad                                         |
| ---------------- | ----------- | ------- | -------------------------------------------------- | -------------------------------------------------- | -------------------------------------------------- | -------------------------------------------------- | -------------------------------------------------- | -------------------------------------------------- |
| Airbus A321-200  | 2           | —       | —                                                  | —                                                  | 230                                                | 230                                                | EC-OCT «#orgullosodemigente»                       | 12,7 años                                          |
| Airbus A321-200  | 2           | —       | —                                                  | —                                                  | 214                                                | 214                                                | EC-NLJ «Cte. Eliseo Borrás»                        | 16,8 años                                          |
| Airbus A330-200  | 1           | —       | 20                                                 | —                                                  | 255                                                | 275                                                | EC-NZJ «Ramón Orjales»                             | 12,2 años                                          |
| Boeing 777-200ER | 1           | 1       | 26                                                 | 40                                                 | 246                                                | 312                                                | EC-OJL «Auria III»                                 | 19,4 años                                          |
| Total            | 4           | 1       | Edad media de la flota (junio de 2025): 15,3 años. | Edad media de la flota (junio de 2025): 15,3 años. | Edad media de la flota (junio de 2025): 15,3 años. | Edad media de la flota (junio de 2025): 15,3 años. | Edad media de la flota (junio de 2025): 15,3 años. | Edad media de la flota (junio de 2025): 15,3 años. |

### Flota histórica
| Aeronave         | Total | Introducido | Retirado | Matrículas                 |
| ---------------- | ----- | ----------- | -------- | -------------------------- |
| Airbus A320-200  | 2     | 2015        | 2015     | LY-ONL y LY-ONJ            |
| Boeing 737-400   | 1     | 2009        | 2010     | EC-LDN                     |
| Boeing 757-200   | 2     | 2007        | 2023     | EC-ISY y EC-HDS            |
| Boeing 767-300ER | 1     | 2013        | 2022     | EC-LZO «Eduardo Barreiros» |
| Embraer ERJ 145  | 1     | 2012        | 2017     | EC-KSS                     |